# ابن الليل (ملحن)

ابن الليل (ملحن) 1911 - 1975

ابن الليل ملحن مصري (اسمه الحقيقي: محمد عثمان خليفة) من مواليد القاهرة - حي الخليفة في 14 يونيو 1911، كان والده هو مالك المكتبة والمطبعة العثمانية المصرية. لم يتم تعليمه وتخصص في كتابة الحان مونولوجات إسماعيل ياسين ومنها (لت وعجن - من أين لك هذا - الدنيا دي متعبة)
توفي في 7 مارس 1975 عن عمر يناهز 66 سنة.

## أعماله في السينما
فيلم «شريك حياتي» للمخرج إلهامي حسن عام 1953، قام بتلحين وغناء أغنية «عهد الحرية».
فيلم «هي والرجال» للمخرج حسن الإمام عام 1965، لحن أغنية «صعبانة العزة عليّ» وكتب الكلمات.
فيلم «فايق ورايق» للمخرج حلمي رفلة عام 1951، كتب أغنية «يام القوام ملفوف».
فيلم «اللص الشريف» للمخرج حمادة عبد الوهاب عام 1953، كتب كلمات أغاني الفيلم.

## وصلات خارجية
https://dhliz.com/artist/ebn_al_leil/ ابن الليل (ملحن)
https://elcinema.com/person/2006331 ابن الليل (ملحن)
https://www.youtube.com/watch?v=Nil6ToV5hyY ابن الليل (ملحن)
https://www.youtube.com/watch?v=T1wjo92pNxI ابن الليل (ملحن)
https://www.youtube.com/watch?v=RoSz4t64NRg ابن الليل (ملحن)
https://karohat.com/Person/acd69d67-4249-44eb-990b-606afe7416d6 ابن الليل (ملحن)